# 6:0
6:0 е юбилеен концерт на руския рок музикант Николай Носков.
Концерта 6:0 е проведен в Крокус Сити Хоул, Москва през 2016 г. Поводът е навършването на 60-годишна възраст и 35-годишния юбилей от концертната му дейност
Концертът започва с песента „Грибной дождь“, който започва кариерата си в групата „Москва“. След „Мёд“ изпълнение на песента „Оно того стоит“, която е презаписана през 2014 г. След „Снег“ си струнен квартет „Magnetic Fantasy“ извършва инструментален композиция „Пробуждение“. След „Зимняя ночь“ изпълнява в дует с хора на Сретенския манастир руска народна песента „Чёрный ворон“. След „Спасибо“ изпълнява с младия певец IVAN „А на меньшее я не согласен“. По време на предпоследния песента „Я тебя люблю“, Николай представи музикантите, които участваха. Концертът завърши с песента „Это здорово“

## Репертоар
1. Грибной дождь (НЛО)
2. Мёд (Без названия)
3. Оно того стоит
4. Снег (Стёкла и бетон)
5. Пробуждение (инструментал)
6. Озёра (Без названия)
7. Зимняя ночь (Дышу тишиной)
8. Чёрный ворон (дует с хора на Сретенския манастир)
9. Исповедь (Дышу тишиной, Без названия)
10. Романс (Дышу тишиной)
11. Зачем (По пояс в небе)
12. Спасибо (По пояс в небе)
13. А на меньшее я не согласен (По пояс в небе) (дует с Александър Иванов)
14. Я тебя прошу
15. Паранойя (Стёкла и бетон)
16. Я тебя люблю (Блажь)
17. Это здорово (Дышу тишиной)

## Музиканти
- Леонид Ульянов (китара)
- Артьом Лапин (бас-китара)
- Станислав Веселов (барабани)
- Дмитрий Сазонов (синтезатор)
- квартет Магнетик фентъзи
- Симфоничен оркестър на МВР под диригентството на Феликс Арановски